# Horta-Guinardó

Horta-Guinardó na mapie Barcelony

Horta-Guinardó – jeden z dystryktów (nr VII) Barcelony. Zajmuje powierzchnię 11,9 km², co stanowi łącznie 11,9% miasta, zamieszkiwany jest przez 169 920 mieszkańców (2005). W Horta znajduje się park labiryntów, najstarszy zachowany w mieście park. Horta-Guinardó leży w północno-wschodniej części miasta, pomiędzy z dzielnicami Gràcia i Nou Barris, na południu graniczy z Eixample, Sant Andreu i Sant Martí, a na północy z Serra de Collserola oraz z miastami San Cugat del Vallés i Sardañola del Vallés. Administracyjnie dzieli się na 12 dzielnic: El Guinardó, El Baix Guinardó, Can Baró, Font d'en Fargas, El Carmelo, Taxonera, La Clota, Font del Gos, Horta, Vall d'Hebron, Montbau i Sant Genís dels Agudells.